# Joseph Kosuth

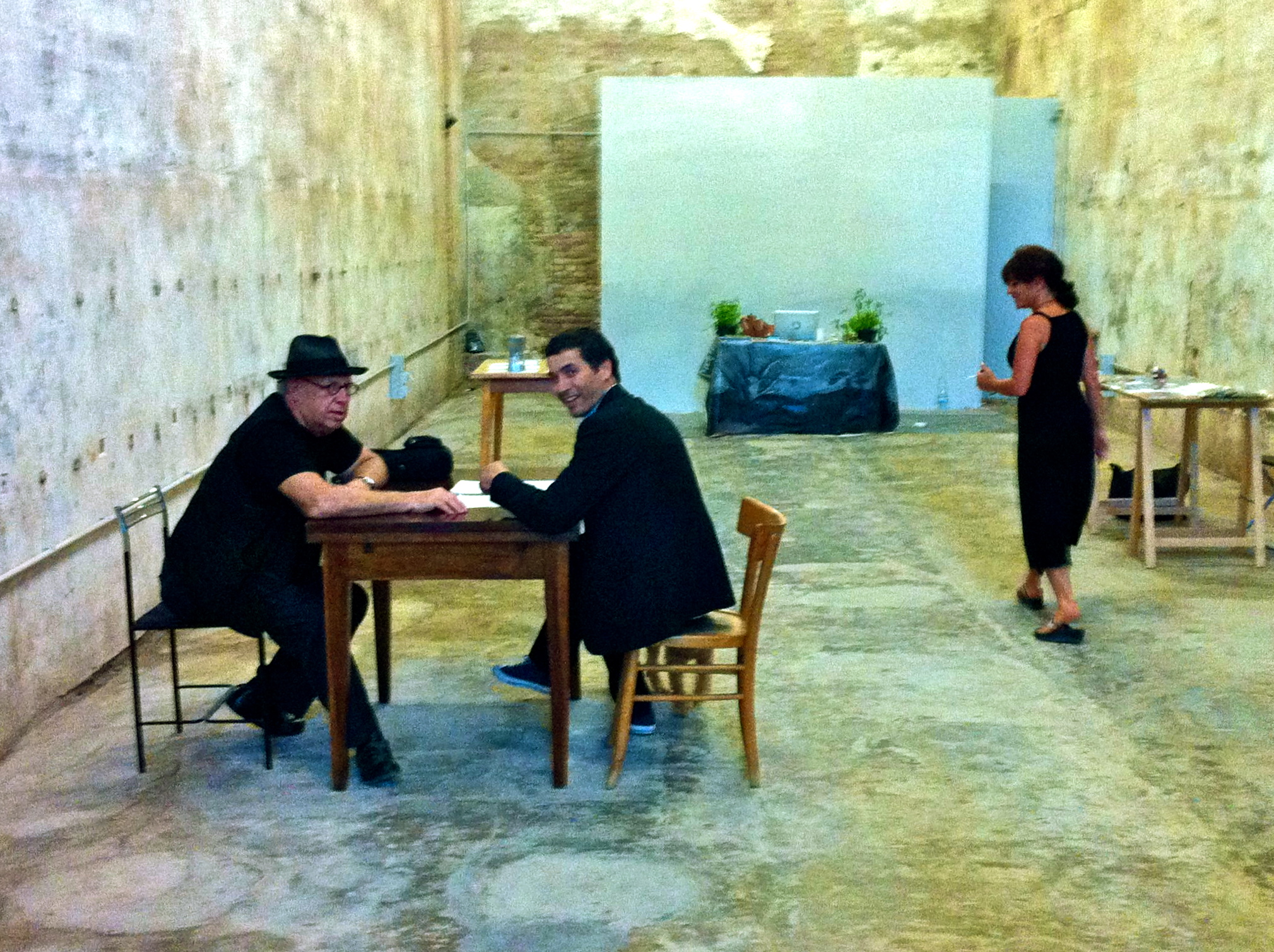
Joseph Kosuth (links)

Joseph Kosuth (Toledo (Ohio), 31 januari 1945) is een Amerikaanse kunstenaar en fotograaf, die behoort tot de belangrijkste vertegenwoordigers van de conceptuele kunst uit de jaren zestig en zeventig.
Kosuth studeerde tussen 1955 en 1962 aan de Toledo School of Design. Daarna ging hij tussen 1963/64 naar het Art Institute in Cleveland. Tussen 1965 en 1967 zat hij op School of Visual Arts in New York. 
Hij woonde en werkte hij jarenlang in een reusachtig 18e-eeuws stadspaleis in de Maagdestraat te Gent, vlak bij het Hoger Sint-Lucasinstituut, samen met zijn echtgenote, de eveneens Amerikaanse historica Cornelia Lauf. In 1986 nam hij op uitnodiging van Jan Hoet in Gent deel aan diens project Chambres d’amis.

## Zijn werk en visie
In 1965 presenteert hij zijn eerste conceptuele werk, One and three chairs. Dit werk bestaat uit een houten stoel, een foto van een stoel en de ‘stoel uit het woordenboek'. Kosuth stelt zichzelf de volgende vragen: Is een stoel een stoel? Is een foto van een stoel ook een stoel? Is de definitie van een stoel een stoel? Is de definitie van een stoel méér stoel dan een echte stoel of een foto ervan? Waarom zou de definitie van een stoel minder stoel zijn dan de stoel zelf? Enzovoorts.
Kosuths overwegingen hebben iets didactisch en lijken op de ideeënleer van Plato. Plato laat echter de verdienste van de timmerman in het midden en vindt de schilder slechts een nabootser van het echte. Kosuth laat daarentegen naast de abstracte stoel ook ruimte voor de stoel van de meubelmaker en de afbeelder.
In Kosuths latere werk richt hij zich alleen nog op tekst. 
Kosuth legde zijn opvattingen over Art As Idea As Idea vast in enkele essays, uitgebracht onder de titel Art after Philosophy (1969). Deze kwam voort uit zijn onderzoek in 1966-1967 First Investigations (subtitled Art As Idea As Idea). Hierin gaf hij woordenboekdefinities weer van de volgende woorden: water, meaning, idea, nothing, painting, silence, to paint en ultimate. Deze werden soms ook in andere talen weergegeven.
Kosuth maakte ook gebruik van neon: Four Colors Four Words (1966) en The Polar Bear and the Tiger Cannot Fight (1994). Daarnaast print hij zijn gefotografeerde tekst niet alleen af, maar zet hij hem ook op glasplaat en op muren.
In 2004 werd er in het Van Abbemuseum een overzichtstentoonstelling gehouden van Kosuths werk. In 2005 had hij een tentoonstelling in een kasteel in Italië.
In 2007 en 2008 nam Kosuth deel aan de symposiumserie "Personal Structures: Time – Space – Existence", een project geïnitieerd door de Nederlandse kunstenaar Rene Rietmeyer.